# Lijst van voetbalinterlands China - Myanmar (vrouwen)
Deze lijst van voetbalinterlands is een overzicht van alle officiële voetbalinterlands tussen de nationale vrouwenteams van China en Myanmar. De landen hebben tot nu toe drie keer tegen elkaar gespeeld.

## Wedstrijden
| № | Plaats          | Datum           | Competitie                                    | Wedstrijd       | Uitslag |
| - | --------------- | --------------- | --------------------------------------------- | --------------- | ------- |
| 1 | Hiroshima       | 18 april 2004   | Vriendschappelijk                             | China − Myanmar | 11 − 0  |
| 2 | Ho Chi Minhstad | 17 mei 2014     | Aziatisch kampioenschap 2014                  | Myanmar − China | 0 − 3   |
| 3 | Foshan          | 21 januari 2017 | Four Nations Women's Football Tournament 2017 | China − Myanmar | 2 − 0   |

## Samenvatting
| Competitie                               | Totaal gespeeld | Winst China | Gelijk | Winst Myanmar | Doelsaldo China – Myanmar |
| ---------------------------------------- | --------------- | ----------- | ------ | ------------- | ------------------------- |
| Aziatisch kampioenschap                  | 1               | 1           | 0      | 0             | 3 − 0                     |
| Four Nations Women's Football Tournament | 1               | 1           | 0      | 0             | 2 − 0                     |
| Vriendschappelijk                        | 1               | 1           | 0      | 0             | 11 − 0                    |
| Totaal                                   | 3               | 3           | 0      | 0             | 16 − 0                    |